# 59–60 Jamieson Street
Unter der Adresse 59–60 Jamieson Street in Bowmore, dem Hauptort der schottischen Hebrideninsel Islay, befinden sich zwei Wohngebäude. Am 20. Juli 1971 wurden sie als Teil eines Ensembles in die schottischen Denkmallisten in der Kategorie B aufgenommen. Im Jahre 2006 erfolgte dann eine Umkategorisierung und 59–60 Jamieson Street ist seitdem als Einzeldenkmal in der Kategorie C geführt.

## Beschreibung
Der exakte Bauzeitpunkt der Gebäude ist nicht überliefert, sodass nur das spätere 18. Jahrhundert als Bauzeitraum angegeben werden kann. Die Häuser gehören somit zu den frühen Gebäuden der um 1770 gegründeten Planstadt und sind im traditionellen Stil gebaut. Obschon beide Gebäude einstöckig sind, ist das westlich gelegene Haus Nr. 59 deutlich niedriger als sein Nachbargebäude. Es wird über eine mittig in die Vorderfront eingelassene Eingangstür betreten, die von zwei Fenstern umgeben ist. Haus Nr. 60 ist ähnlich aufgebaut. Es besitzt jedoch noch einen Flügel, der im rechten Winkel von der Rückseite abgeht. Beide Gebäude schließen mit schiefergedeckten Satteldächern ab. Alle Fassaden sind in der traditionellen Harling-Technik verputzt.